# Gran Premio di Monaco 1957
Il Gran Premio di Monaco 1957 fu la seconda gara della stagione 1957 del Campionato mondiale di Formula 1, disputata il 19 maggio sul Circuito di Monte Carlo.
La manifestazione vide la vittoria del campione del mondo in carica Juan Manuel Fangio su Maserati, seguito da Tony Brooks e da Masten Gregory.

## Qualifiche
| Pos                     | N° | Pilota              | Auto           | Squadra                   | Tempo  | Distacco |
| ----------------------- | -- | ------------------- | -------------- | ------------------------- | ------ | -------- |
| 1                       | 32 | Juan Manuel Fangio  | Maserati       | Officine Alfieri Maserati | 1:42.7 | -        |
| 2                       | 26 | Peter Collins       | Ferrari        | Scuderia Ferrari          | 1:43.3 | +0.6     |
| 3                       | 18 | Stirling Moss       | Vanwall        | Vandervell Products Ltd   | 1:43.6 | +0.9     |
| 4                       | 20 | Tony Brooks         | Vanwall        | Vandervell Products Ltd   | 1:44.4 | +1.7     |
| 5                       | 28 | Mike Hawthorn       | Ferrari        | Scuderia Ferrari          | 1:44.6 | +1.9     |
| 6                       | 30 | Maurice Trintignant | Ferrari        | Scuderia Ferrari          | 1:46.7 | +4.0     |
| 7                       | 36 | Carlos Menditeguy   | Maserati       | Officine Alfieri Maserati | 1:46.7 | +4.0     |
| 8                       | 38 | Harry Schell        | Maserati       | Scuderia Centro Sud       | 1:47.3 | +4.6     |
| 9                       | 24 | Wolfgang von Trips  | Ferrari        | Scuderia Ferrari          | 1:47.9 | +5.2     |
| 10                      | 2  | Masten Gregory      | Maserati       | Scuderia Centro Sud       | 1:48.4 | +5.7     |
| 11                      | 6  | Ron Flockhart       | BRM            | Owen Racing Organisation  | 1:48.6 | +5.9     |
| 12                      | 22 | Horace Gould        | Maserati       | H.H. Gould                | 1:48.7 | +6.0     |
| 13                      | 10 | Stuart Lewis-Evans  | Connaught-Alta | Connaught Engineering     | 1:49.1 | +6.4     |
| 14                      | 34 | Giorgio Scarlatti   | Maserati       | Officine Alfieri Maserati | 1:49.2 | +6.5     |
| 15                      | 14 | Jack Brabham        | Cooper-Climax  | Cooper Car Company        | 1:49.3 | +6.6     |
| 16                      | 12 | Ivor Bueb           | Connaught-Alta | Connaught Engineering     | 1:49.4 | +6.7     |
| Vetture non qualificate |    |                     |                |                           |        |          |
| NQ                      | 8  | Roy Salvadori       | BRM            | Owen Racing Organisation  | 1:49.6 | +6.9     |
| NQ                      | 40 | Hans Herrmann       | Maserati       | Officine Alfieri Maserati | 1:49.9 | +7.2     |
| NQ                      | 4  | André Simon         | Maserati       | Scuderia Centro Sud       | 1:51.7 | +9.0     |
| NQ                      | 42 | Luigi Piotti        | Maserati       | Privato                   | 1:54.3 | +11.6    |
| NQ                      | 16 | Les Leston          | Cooper-Climax  | Cooper Car Company        | 1:58.9 | +16.2    |

## Gara
| Pos | N° | Pilota                           | Auto           | Giri | Tempo/Causa Ritiro | Pos. griglia | Punti |
| --- | -- | -------------------------------- | -------------- | ---- | ------------------ | ------------ | ----- |
| 1   | 32 | Juan Manuel Fangio               | Maserati       | 105  | 3:10:12.8          | 1            | 9     |
| 2   | 20 | Tony Brooks                      | Vanwall        | 105  | +25.2              | 4            | 6     |
| 3   | 2  | Masten Gregory                   | Maserati       | 103  | +2 Giri            | 10           | 4     |
| 4   | 10 | Stuart Lewis-Evans               | Connaught-Alta | 102  | +3 Giri            | 13           | 3     |
| 5   | 30 | Maurice Trintignant              | Ferrari        | 100  | +5 Giri            | 6            | 2     |
| 6   | 14 | Jack Brabham                     | Cooper-Climax  | 100  | +5 Giri            | 15           |       |
| Rit | 24 | Wolfgang von Trips Mike Hawthorn | Ferrari        | 95   | Motore             | 9            |       |
| Rit | 34 | Giorgio Scarlatti Harry Schell   | Maserati       | 64   | Perdita olio       | 14           |       |
| Rit | 6  | Ron Flockhart                    | BRM            | 60   | Motore             | 11           |       |
| Rit | 36 | Carlos Menditeguy                | Maserati       | 51   | Testacoda          | 7            |       |
| Rit | 12 | Ivor Bueb                        | Connaught-Alta | 47   | Perdita benzina    | 16           |       |
| Rit | 38 | Harry Schell                     | Maserati       | 23   | Sospensioni        | 8            |       |
| Rit | 22 | Horace Gould                     | Maserati       | 10   | Incidente          | 12           |       |
| Rit | 26 | Peter Collins                    | Ferrari        | 4    | Incidente          | 2            |       |
| Rit | 18 | Stirling Moss                    | Vanwall        | 4    | Incidente          | 3            |       |
| Rit | 28 | Mike Hawthorn                    | Ferrari        | 4    | Incidente          | 5            |       |
| NQ  | 8  | Roy Salvadori                    | BRM            |      |                    |              |       |
| NQ  | 40 | Hans Herrmann                    | Maserati       |      |                    |              |       |
| NQ  | 4  | André Simon                      | Maserati       |      |                    |              |       |
| NQ  | 42 | Luigi Piotti                     | Maserati       |      |                    |              |       |
| NQ  | 16 | Les Leston                       | Cooper-Climax  |      |                    |              |       |

## Statistiche

### Piloti
- 22ª vittoria per Juan Manuel Fangio
- 1° podio per Tony Brooks e Masten Gregory
- 1º Gran Premio per Stuart Lewis-Evans, Ivor Bueb e Masten Gregory

### Costruttori
- 7° vittoria per la Maserati
- 1° podio per la Vanwall
- 50º Gran Premio per la Maserati

### Motori
- 7° vittoria per il motore Maserati
- 1° podio per il motore Vanwall
- 1º Gran Premio per il motore Climax

### Giri al comando
- Stirling Moss (1-4)
- Juan Manuel Fangio (5-100)

## Classifica Mondiale
| Pos | Pilota                | Punti |
| --- | --------------------- | ----- |
| 1   | Juan Manuel Fangio    | 17    |
| 2   | Jean Behra            | 6     |
|     | Tony Brooks           | 6     |
| 4   | Carlos Menditeguy     | 4     |
|     | Masten Gregory        | 4     |
| 6   | Harry Schell          | 3     |
|     | Stuart Lewis-Evans    | 3     |
| 8   | Maurice Trintignant   | 2     |
| 9   | José Froilán González | 1     |
|     | Alfonso de Portago    | 1     |
|     | Stirling Moss         | 1     |